# Deleproctophylla australis
Deleproctophylla australis är en insektsart som först beskrevs av Fabricius 1787.  Deleproctophylla australis ingår i släktet Deleproctophylla och familjen fjärilsländor. Inga underarter finns listade i Catalogue of Life.